# Széktói Stadion
El Széktói Stadion es un estadio de usos múltiples ubicado en la ciudad de Kecskemét, Hungría. Fue inaugurado en 1962 y cuenta con una capacidad para 6.300 espectadores. Actualmente se utiliza principalmente para partidos de fútbol y rugby. Es utilizado por el Kecskeméti TE que compite en la Liga de Fútbol de Hungría, y el Kecskeméti Atlétika Rugby Club.

## Historia
El estadio fue inaugurado el 20 de agosto de 1962 con el partido entre Kecskeméti Dózsa – Ganz MÁVAG SE ganado 4–0 por los locales. El 29 de octubre de 1983 acogió el partido de Copa de Hungría entre Zalaegerszeg y Ferencváros, donde asistieron 14.000 espectadores, la mayor afluencia de público al estadio.
Como parte del programa de renovación del estadio de 2002, Kecskemét se benefició de casi 500 millones de florines para la modernización de su estadio. Se ha aumentó el número de asientos, se ha ampliado la tribuna cubierta, se construyó un nuevo edificio de entrada y se aumentó la intensidad de la iluminación.
En el estadio se disputó la final de la Copa de la liga de Hungría en 2010 y 2012, y la Supercopa de Hungría 2011 donde Videoton FC superó por 1–0 al Kecskeméti TE.

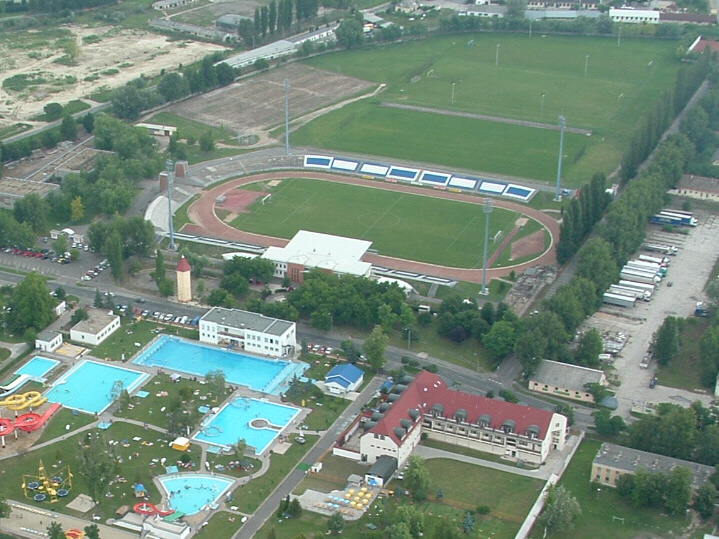